# Straubing (stacja kolejowa)
Straubing (niem: Bahnhof Straubing) – stacja kolejowa w Straubing, w kraju związkowym Bawaria, w Niemczech. Leży na linii kolejowej Ratyzbona – Pasawa i Neufahrn – Radldorf. Stacja należy do DB Station&Service i ma 3 perony. Inne stacje w mieście Straubing to przystanki: Straubing-Ost i Ittling.
Według klasyfikacji Deutsche Bahn posiada kategorię 3.

## Położenie
Dworzec kolejowy Straubing leży na południe od centrum miasta, do którego można dojechać przez Bahnhofstrasse lub Kolbstraße. Na zachód od stacji biegnie droga, która przechodzi w Landshuter Straße z tunelem pod torami kolejowymi. W pobliżu znajduje się centrum handlowe Gäubodenpark.

## Historia
W 1856 Actiengesellschaft der bayerischen Ostbahnen, założona w 1856 roku, zbudowała w 1859 roku linię Landshut-Straubing. Ta 57 km trasa przez Geiselhöring był kontynuacją rok wcześniej otwartej linii Monachium-Landshut. Dzięki otwarciu w dniu 12 grudnia 1859 Straubing stał się przystankiem końcowym. Trasa Straubing-Plattling-Pasawa została otwarta 20 września 1860, zgodnie z którą Związek Kolei Wschodniej Bawarii połączył się z Kaiserin Elisabeth-Bahn. Linia do Ratyzbony została otwarta w 1873 roku. Następnie rozpoczęto budowę linię Straubing-Miltach. W 1895 część linii została otwarta. W międzyczasie stacja Straubing została rozbudowana. 
W 1899 roku otwarto nastawnię.
Sto lat po otwarciu stacji w 1959 linia Ratyzbona-Pasawa została zelektryfikowana.
W latach 1965–67 budynek stacji i urządzenia pomocnicze zostały zmodernizowane. Następna przebudowa budynku z przebudową placu przed dworcem przeprowadzono w latach 90. W 2009 stacja obchodziła 150-lecie swojego powstania.

## Linie kolejowe
- Ratyzbona – Pasawa
- Neufahrn – Radldorf

## Infrastruktura
Stacja składa się z pięciu torów i trzech peronów. Tor 1 znajduje się na głównym peronie i jest przeznaczony przez regionalne pociągi do Neufahrn/Ndb. Tor 2 obsługuje pociągi w kierunku Bogen. Na torze 3 zatrzymują się pociągi InterCity w kierunku Ratyzbony, a na torze 4 InterCity w kierunku Plattling. Tor 5 również przeznaczony jest dla pociągów w kierunku Plattling. Wszystkie perony są połączone przejściem podziemnym.